# Coca-Cola Europacific Partners
La Coca-Cola European Partners est un embouteilleur de boissons gazeuses Coca-Cola européen. Elle a été créée en 2016 à la suite de la fusion de plusieurs entreprises locales détenues par la Coca-Cola Company.

## Histoire
En août 2015, Coca-Cola Enterprises annonce la fusion de ses activités avec Coca-Cola Iberian Partners, embouteilleur présent en Espagne et au Portugal. Il fusionne dans le même temps avec l’embouteilleur principal de Coca Cola en Allemagne, Coca-Cola Erfrischungsgetränke. L'ensemble se renomme Coca-Cola European Partners. À la suite de cette acquisition, Coca-Cola Company serait actionnaire à 18 % de Coca-Cola European Partners. Dans le même temps, le siège social de Coca-Cola European Partners est déplacé d'Atlanta à Londres, effectuant une inversion. La fusion est réalisée le 28 mai 2016',.
La société est détenue comme suit Coca-Cola Iberian Partners (34 %), The Coca-Cola Company, 18 %, le reste en bourse. Cette fusion crée le plus important embouteilleur indépendant de Coca-Cola au monde en termes de revenus. La consolidation permettrait à Coca-Cola de réaliser des économies d'échelle entre 350 et 375 millions d'USD sur trois ans. La fusion est similaire à celle réalisée en Afrique avec Coca-Cola Beverages Africa.
En février 2019, la Coca-Cola European Partners annonce une gamme Appletiser Spritzer disponible au Royaume-Uni en mars en trois parfums Pomme-citron vert, Pomme-Orange sanguine et Pomme-Fruit de la passion.
Le 26 octobre 2020, Coca-Cola European Partners annonce lancer une offre d'acquisition sur Coca-Cola Amatil pour l'équivalent de 6,6 milliards d'USD.
L'entreprise dispose de sites de production à Dunkerque, Grigny, Clamart, Pennes-Mirabeau et Castanet-Tolosan. Elle emploie en 2021, 2600 personnes en France.
En avril 2021, l'entreprise annonce son renommage en Coca-Cola Europacific Partners après la finalisation de l'acquisition de Coca-Cola Amatil prévue en mai 2021.